# Albert Nađ
Albert Nađ (en serbe en écriture cyrillique : Алберт Нађ), né le 29 octobre 1974  à Zemun en Yougoslavie (aujourd'hui en Serbie) est un footballeur serbe, milieu de terrain du Partizan Belgrade et de l'équipe de Yougoslavie des années 1990.
Nađ a marqué trois buts lors de ses quarante-cinq sélections avec l'équipe de Yougoslavie entre 1994 et 2006.

## Carrière

### En club
- 1992-1996 : Partizan Belgrade -  Yougoslavie
- 1996-1998 : Real Betis Balompié -  Espagne
- 1998-2001 : Real Oviedo -  Espagne
- 2001-2002 : Elche Club de Fútbol -  Espagne
- 2002-2007 : Partizan Belgrade -  Serbie
- 2007-2008 : FK Rostov -  Russie
- 2008-2009  : FK Čukarički Stankom -  Serbie

Il a débuté au Partizan Belgrade et est revenu dans ce club après un passage  en Espagne.

### En équipe nationale
Il a honoré sa première cape le 23 décembre 1994 contre  l'équipe du Brésil.
Bien qu’il ait participé à la qualification de son équipe pour la coupe du monde de football 1998, il n'avait pas été retenu pour ce mondial pour avoir refusé le poste qui lui était proposé.
Il a participé à l'Euro 2000. 
Nadj a participé à la coupe du monde 2006 avec l'équipe de Serbie et Monténégro. 

## Palmarès

### En équipe nationale
- 45 sélections et trois buts avec l'équipe de Yougoslavie entre 1994 et 2006.

### Avec le Partizan Belgrade
- Vainqueur du Championnat de Yougoslavie en 1993, 1994 et 1996.
- Vainqueur du Championnat de Serbie-et-Monténégro en 2003 et 2005.
- Vainqueur de la Coupe de Yougoslavie en 1994.

## Parcours d'entraîneur
- nov. 2019-2022 :  FK Teleoptik